# مشت‌زنی بدون دستکش

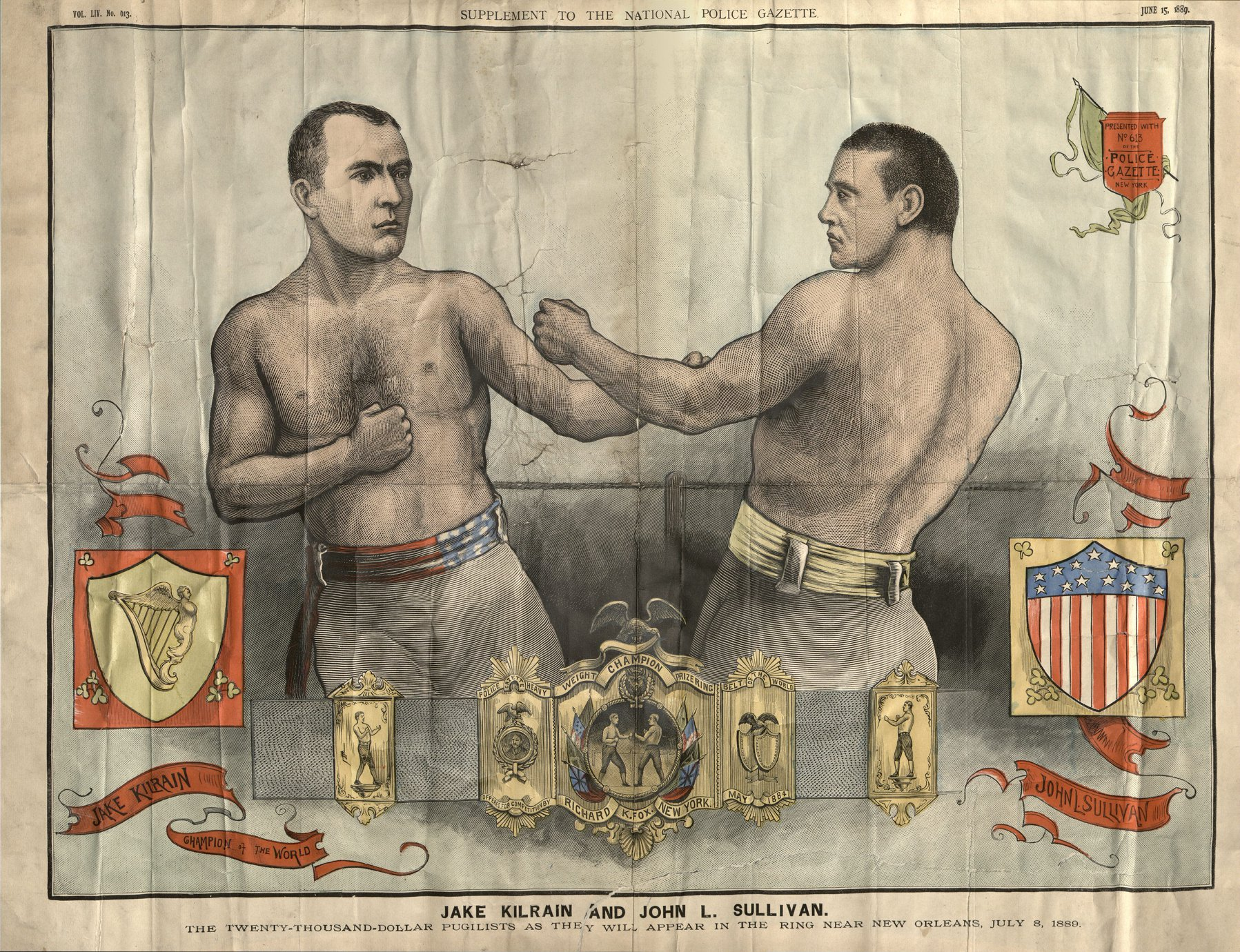
برگه‌ای کهن از تبلیغ مسابقهٔ مشت‌زنی بدون دستکش (۱۸۸۹). در تصویر، برگهٔ روزنامه‌ای است که مبارزهٔ کیلرین-سالیوان را نشان می‌دهد. محل مبارزه فقط به عنوان «نزدیک نیواورلئان» ذکرشده، زیرا مکان مبارزات شبه‌قانونی از قبل اعلام نمی‌شد. دارندگان بلیط این نوع از مسابقات، با قطارهای ویژه‌ای که نیواورلئان را به مقصدی مخفی ترک می‌کردند به تماشای این مبارزه بُرده می‌شدند.

مشت زنی بدون دستکش (دست برهنه) یا بوکس خیابانی، ورزش بوکس بدون استفاده از دستکش یا سایر پوشش‌ها برای پنجه است.
تفاوت میان مبارزه خیابانی و یک مسابقهٔ بوکس بدون دستکش این است که بوکس بدون دستکش یک‌سری قوانین پذیرفته‌شده دارد؛ مانند ممنوعیت ضربه به حریف زمین‌افتاده. قوانین رینگ لاندن پرایز اساس بوکس بدون دستکش را برای اکثریت قرن ۱۸ و ۱۹ فراهم کردند.
مشت‌زنی بدون دستکش در قرن بیست و یکم با ترویج BKB (Bare-knuckle boxing) ‏که یک مارکتینگ دارای جواز به همراه دیگر مارکتینگ‌های بزرگ بریتانیا مانند UBKB وارینگتون (ultimate bare-knuckle boxing)‏و انجمن مشت‌زنی با مشت بدون دستکش (BFBA) ‏است، دوباره احیا شده‌است.

## تاریخ
به نقل از وقایع‌نگار مشت‌زنی پوجیلیستیکا، نخستین گزارش روزنامه در مورد مسابقه مشتزنی در انگلستان مربوط به سال ۱۶۸۱ است که در آن مرکوری پروتستان ادعا داشت: «دیروز مسابقه بوکس به برکت دوک آلبمارل، بین خدمتکار دوک و یک قصاب برگزار شد. قصاب، همان‌طور که قبلاً بارها انجام داده بود، جایزه را از آن خود کرد. هر چند که مرد کوچکی بود، اما در آن تمرین در انگلستان از همه بهتر بود.»
اولین قهرمان بوکس بدون دستکش انگلستان جیمز فیگ بود که در سال ۱۷۱۹ عنوان قهرمانی را از آن خود کرد و تا زمان بازنشستگی اش در سال ۱۷۳۰، این عنوان را حفظ کرد. قبل از جک باروتون، اولین ایده مشت‌زنی فعلی از جیمز فیگ نشات گرفت، که به عنوان سازمان‌دهنده بوکس پیشرفته شناخته می‌شود. در سال ۱۷۱۹، او یک «بنیاد مشت‌زنی» تأسیس کرد و خود را به عنوان «متخصص در علم شریف دفاع» اعلام کرد تا به بوکسورها استفاده از دست‌ها، شمشیر، و چوب را تعلیم دهد. قهرمانان برجسته عبارت بودند از جک باروتون، الیزابت ویلکینسن، دانیل مندوزا، جم بلچر، هن پیرس، جان گلی، تام کریب، تام اسپرینگ، جم وارد، جیمز برک، ویلیام بندیگو تامپسون، بن کنت، ویلیام پری، تام سیرز و جم میس.
رکورد طولانی‌ترین مسابقه مشت‌زنی بدون دستکش، ۶ ساعت و ۱۵ دقیقه، برای مسابقه بین جیمز کلی و جاناتان اسمیث که در کنار فیری کریک در استرالیا در روز ۳ دسامبر سال ۱۸۵۵ جنگیدند ثبت شده، که اسمیث بعد از ۱۷ راند تسلیم شد.
جنگجوی خیابانی، جم میس، به عنوان دارنده طولانی‌ترین دوران حرفه ای در بین هر مبارزی در تاریخ فهرست شده‌است. او بیش از ۳۵ سال تا ۶۰ سالگی‌اش مبارزه کرد و آخرین مسابقه نمایشی خود را در سال ۱۹۰۹ در سن ۷۸ سالگی ثبت کرد.
بوکس بدون دستکش حرفه‌ای هرگز تحت هیچ قانون فدرال یا ایالتی در ایالات متحده قانونی نبود تا اینکه وایومینگ اولین ایالتی بود که در ۲۰ مارس ۲۰۱۸ آن را قانونی کرد. تا آن تاریخ مهم‌ترین تصویب کننده مشت‌زنی بدون دستکش مجله گزت پلیس ملی بود که در دهه ۱۸۸۰ مسابقات و کمربندهای قهرمانی اراده می‌کرد. گزت پلیس در ۸ ژانویه ۱۸۸۹ آخرین قهرمانی بزرگ سنگین‌وزن جهان مشت‌زنی بدون دستکش بین جان ال. سالیوان و جیک کیلرین را مجاز کرد و سالیوان به عنوان برنده ظاهر شد.
از آن زمان، دیگر مدعیان دارای جواز مسابقات قهرمانی مشت‌زنی بدون دستکش شامل مسابقه ۵ اوت ۲۰۱۱ در کازینو فورت مک داول در رزرویشن نیشن یاواپای در آریزونا هستند. قبیله بومی آمریکا مبارزه بین ریچ استوارت از نیوکسل دلور و بابی گان را مجاز شمرد و گان به عنوان پیروز ظاهر شد. سایر قهرمانان برجسته عبارتند از: تام هایر، یانکی سالیوان، نونپاریل دمپسی، تام شارکی، باب فیتزسیمونز و جان موریسی.
با ظهور تبلیغات معاصرمشت‌زنی بدون دستکش مانند BKFC و BKB، تعدادی از قهرمانان بوکس بدون دستکش مورد تأیید و رسمی شناخته شده تاج گذاری کردند. این شامل هنرمند سابق رزمی ترکیبی جویی بلتران است که قهرمانی سنگین‌وزن BKFC و مسابقات قهرمانی سنگین‌وزن مجله نیشن پلیس گزت را دارد.

## فنون
مبارزات اولیه هیچ قانون نوشته شده‌ای نداشته‌اند. هیچ تقسیم وزن یا تعداد راند و حتی داوری وجود نداشت، در نتیجه مبارزات بسیار بی نظمی به وجود آمد. در سال ۱۷۱۳ در ناتینگهام، گزارش اولیه‌ای از بوکس توسط سر توماس پارکینز بارونت دوم، مالک زمین در روستای بانی، ناتینگهام شایر، از تکنیک‌هایی که روی آن تسلط داشت منتشر شد. این مقاله، صفحه‌ای از راهنمای کشتی و شمشیر بازی او، پروگیمناسماتا: بازی مسافرخانه‌ای یا کشتی‌گیر بغل کورنیش، سیستمی از ضربه با سر، مشت، ضربه زدن به چشم، خفگی، و پرتاب‌های سخت را توصیف می‌کند که امروزه در بوکس شناخته نشده‌است. در نتیجه، هیچ محدودیت تعداد دور برای مبارزه وجود نداشت. زمانی که مردی نمی‌توانست خراشی ایجاد کند، بازنده اعلام می‌شد و مبارزه متوقف می‌شد. علاوه بر درصورتی که این مبارزات توسط آشوب جمعیت، دخالت پلیس، نیرنگ یا رضایت هر دو مبارز به تساوی درهم می‌شکست، به پایان می‌رسید. در حالی که مبارزات می‌توانستند تعداد زیادی راند داشته باشند، مبارزان وانمود می‌کردند که در مقابل ضربات ضعیف حریف آسیب می‌بینند تا از استراحت ۳۰ ثانیه‌ای بین راندها استفاده کنند، در نتیجه راندها در عمل کوتاه بودند.
اگرچه دوران باروتون قوانینی را برای متمدن کردن بوکس به ارمغان آورد، اما حرکات زیادی در این دوره وجود داشت که در بوکس بدون دستکش امروزی غیرقانونی است. تکنیک‌های انقلابی جدیدی نیز وجود داشت که در این مدت تدوین شد. در این مقطع، چنگ زدن مجاز بود و بسیاری استفاده از پرتاب‌های پشت کمر و سوپلکس را ترجیح می‌دادند، هرچند گرفتن زیر کمر غیرقانونی بود. به علاوه دوش‌گیری و فیبینگ، که در آن بوکسور گردن یا موی حریف را می‌گیرد و چندین بار به او ضربه می‌زند، قانونی و قابل استفاده بود. طرز ایستادن سنتی بوکس بدون دستکش برای مبارزه با قلاب زدن و دفاع مشت طراحی شده‌است. ضربات پا نیز در آن زمان در بوکس مجاز بود، ویلیام بندیگو تامپسون در مبارزه با بن کانت متخصص ضربات پا بود، و لنکاشایر نویگیتر در نبرد با تام کریب از ضربه به ساق پا استفاده می‌کرد.
در دوران پوجیلیسم کلاسیک بود که بسیاری از تکنیک‌های مشت‌زنی معروف ابداع شد. ساموئل الیاس اولین کسی بود که مشتی را اختراع کرد که بعدها به نام آپرکات شناخته شد. تام اسپرینگ استفاده از هوک چپ را رایج کرد و تکنیکی به نام «قدم هارلیکوئین» ایجاد کرد که در آن خود را در دسترس حریف خود قرار می‌داد، سپس از مشت حریف به‌طور غریزی اجتناب می‌کرد و همزمان به او مشت می‌زد و اساساً تمارض بوکس را اختراع کرد. دانیل مندوزا مخترع بوکس به سبک اوت باکس است.

### عقب‌نشینی ایرلندی
«عقب نشینی ایرلندی» یک نوع مبارزه سنتی مشت‌زنی بدون دستکش است که در آن بخش مانور دادن در اطراف رینگ حذف می‌شود و فقط جنبه‌های خشن تر مشت زدن و مشت خوردن باقی می‌ماند. این شکل از مبارزه در اواخر قرن نوزدهم در محله‌های زاغه‌نشین ایرلندی آمریکایی در ایالات متحده رایج بود، اما در این جامعه ابتدا با بوکس بدون دستکش و سپس با بوکس عادی تحت الشعاع قرار گرفت.

## مشت‌زنی بدون دستکش مدرن

### قوانین مدرن
با احیای دوباره بوکس بدون دستکش در قرن بیست و یکم، تغییرات متعددی در قوانین رینگ لاندن پرایز انجام شد که بوکس بدون دستکش قدیمی را کنترل می‌کرد. علاوه بر این، چندین تغییر از قوانین مارکیز کوئینزبری شکل گرفت. قابل ملاحظه‌تر از همه، شمارش ۱۸ ثانیه برای هر زمین‌خوردن در BKB وجود دارد، اگرچه BKFC از شمارش ۱۰ ثانیه‌ای سنتی استفاده می‌کند. در بیشتر مارکتینگ‌های بوکس بدون دستکش مدرن، قانون سه-زمین-خوردن وجود ندارد و مبارزان نمی‌توانند با زنگ نجات پیدا کنند. مبارزات شامل ۵ راند ۲ دقیقه ای در BKFC و ۷ راند ۲ دقیقه ای در BKB است. یکی از ویژگی‌های متمایزکننده بوکس بدون دستکش مدرن، شمول مشت زدن در حالت کلینچ است که به عنوان «مشت‌زنی کثیف» نیز شناخته می‌شود.
مسابقات قهرمانی بوکس بدون دستکش در قوانین زیر اجرا می‌شود و با سایر مسابقات متفاوت است:
۱. مبارزان مجاز به بستن و چسپ زدن نوار به دور مچ، شست، و وسط دست هستند. هیچ پانسمان یا نواری نمی‌تواند در ۱ اینچ (۲۵ میلی‌متر) پاینی آخرین بند انگشت قرار داشته باشد.
۲. مبارزان پای خود را روی خط می‌گذارند. دو خط به فاصله ۳ فوت (۹۱ سانتی‌متر) در مرکز رینگ-که مبارزان هر دور را آنجا شروع می‌کنند- وجود دارد. پای جلو روی خط قرار می‌گیرد و داور به مبارزان دستور «پنجه زدن» می‌دهد، که نشان‌دهنده آغاز مبارزه/راند است.
1. مشت تنها ضربه ای است که مجاز است و باید با مشت بسته باشد (بدون لگد، آرنج، زانو یا کول‌گیری).
2. در دوش‌گیری، مبارز ممکن است با دست باز به بیرون ضربه بزند. اگر در حین دوش‌گیری عدم فعالیت سه ثانیه‌ای وجود داشته باشد، داور مبارزان را جدا می‌کند.

۵. مبارزی که زمین‌می‌خورد ۱۰ ثانیه فرصت دارد تا سرپا شود وگرنه داور مبارزه را متوقف می‌کند. ضربه زدن به جنگنده زمین‌خورده مجاز نیست. هر مبارزی که این کار را انجام دهد، رد صلاحیت خواهد شد. هنگامی که یک جنگنده سرنگون می‌شود، به جنگنده دیگر دستور داده می‌شود که به یک فضای بی‌طرف روانه شود.
۶. اگر مبارزی زخمی شود و خون بینایی مبارز را مختل کند، داور ممکن است تایم اوت اعلام کند و به کاتمن ۳۰ ثانیه فرصت دهد تا خونریزی را متوقف کند. اگر خون قابل کنترل نباشد و خون همچنان مانع دید مبارز شود، داور مبارزه را متوقف کرده و مبارز دیگر پیروز می‌شود.
۷. مبارزات در هر راند دو دقیقه است و هر مبارزه ۳ یا ۵ راند خواهد بود. BKB می‌تواند شامل ۳، ۵ یا ۷ باشد.
۸. لباس: همه مبارزان باید یک محافظ کشاله ران با کاپ، یک محافظ لثه، تنه یا تنه بوکس و کفش بوکس/کشتی داشته باشند. در تاپ داگ روسیه دست اصلاً محافظی ندارد.
۹. از همه مبارزان انتظار می‌رود ۱۰۰٪ تلاش خود را انجام دهند و با روحیه ورزشی کامل رفتار کنند.